# Rowley Douglas
Rowley Douglas MBE) (født 27. januar 1977 i Washington, D.C., USA) er en britisk tidligere roer og olympisk guldvinder.
Amerikanskfødte Douglas var styrmand i forskellige britiske både, inden han i 1999 kom med i otteren, der samme år vandt VM-sølv.
Han var også med i båden ved OL 2000 i Sydney, hvor besætningen ud over ham bestod af Andrew Lindsay, Simon Dennis, Ben Hunt-Davis, Luka Grubor, Kieran West, Fred Scarlett, Steve Trapmore og Louis Attrill. I indledende heat blev briterne nummer to i deres heat efter Australien, men de kvalificerede sig til finalen efter sejr i opsamlingsheatet. I finalen lagde briterne sig i spidsen fra løbets begyndelse, og der blev de og sikrede sig guldet (den første britiske guldmedalje i disciplinen siden OL 1912) lidt under et sekund foran australierne, mens bronzen gik til Kroatien.
Douglas fortsatte endnu en sæson i otteren, men indstillede derpå sin karriere og koncentrerede sig om et job i General Electric. I 2010 fik han lyst til at prøve at komme med til OL 2012 i London og stillede sig til rådighed som styrmand, men blev dog ikke udtaget.

## OL-medaljer
- 2000:  Guld i otter